# Johann Friedrich Hombergk zu Vach

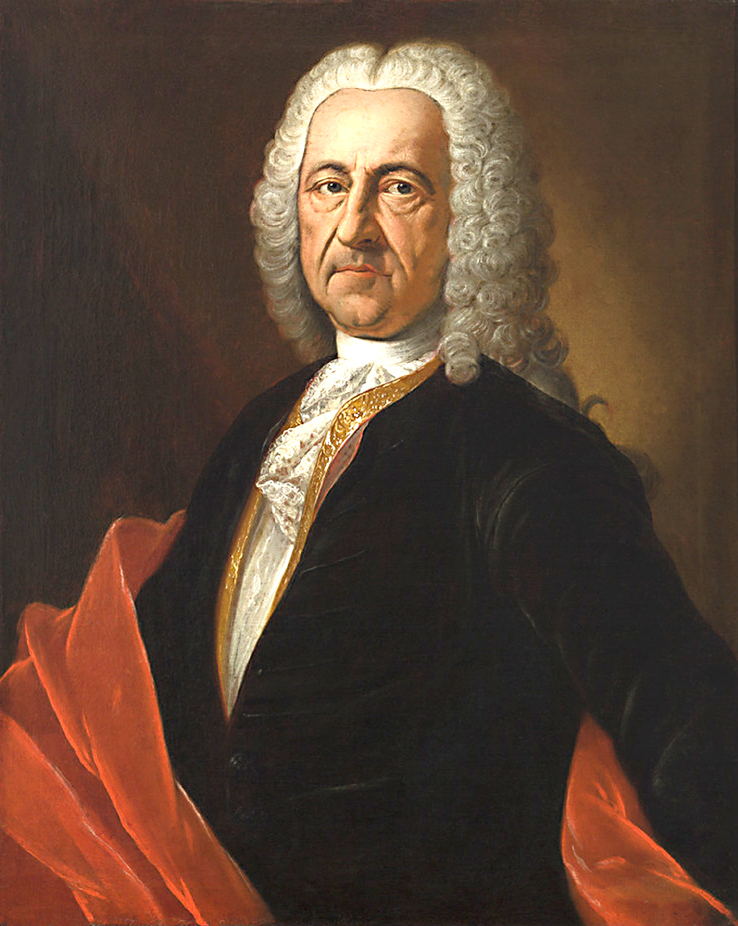
Johann Friedrich Hombergk zu Vach

Johann Friedrich Hombergk zu Vach (latinisiert Ioannes Fridericus Hombergk; * 15. April 1673 in Marburg; † 20. Februar 1748 ebenda) war ein deutscher Rechtswissenschaftler sowie Rektor und Kanzler der Universität Marburg.

## Leben
Nach Heimbeschulung ging Hombergk zu Vach, der aus dem gleichnamigen hessischen Geschlecht stammt, 1679 an das Gymnasium in Marburg und studierte ab 1686 an der örtlichen Universität. Im Jahr 1691 war er als Praktikant am Reichskammergericht in Wetzlar. Als Hofmeister des Prinzen Friedrich Wilhelm Adolf von Nassau-Siegen ging er mit diesem von 1692 bis 1698 zum Studium an die Universität Utrecht. Anschließend unternahm er eine Reise nach England. Dort machte er Bekanntschaft mit Richard Bentley. Ab 1701 war er Hofmeister eines Prinzen Georg von Hessen-Kassel in Marburg.
Hombergk zu Vach wurde 1703 außerordentlicher, dann 1708, als fünfter Ordinarius, ordentlicher Professor des römischen Rechtes an der Universität in Marburg. 1709 wurde er in Marburg zum Doktor des Rechts promoviert. 1719 stieg er zum vierten Professor der juristischen Fakultät auf und wurde Kanzler der Universität, ein Jahr später übernahm er das dortige Rektorenamt. 1733 wurde er dritter Professor der Rechte, dann 1742 Professor primarius und Vizekanzler der Universität.
Sein Sohn Aemilius Ludwig Hombergk zu Vach wurde ebenfalls Professor der Rechte und Kanzler der Universität. Der Rechtswissenschaftler Johannes Goeddaeus war sein Schwiegervater.

## Werke
- Novellae Constitutiones Dn. Justiniani, sacratissimi Principis, ex graeco in latinum conversae et notis illustratae etc., Marburg 1717.
- Dubia juris naturae ad generosissimum dominum (anonym).
- Jus publicum imperii R. G., 1719, 2. vermehrte Auflage 1728.